# Apollo 18 (Film)
Apollo 18 ist ein Science-Fiction- und Horrorfilm aus dem Jahr 2011 von Regisseur Gonzalo López-Gallego.

## Handlung
Dezember 1974: Die NASA schickt im Auftrag des US-amerikanischen Verteidigungsministeriums ein Dreierteam von Astronauten zum Mond, um dort vor dem Hintergrund des Kalten Krieges zum Schutz gegen eventuelle sowjetische Bedrohungen ein aufwändiges Frühwarnsystem einzurichten. Offiziell handelt es sich lediglich um einen unbemannten Flug.
Am ersten Tag auf dem Mond läuft alles nach Plan. Während John Grey aus dem Kommandomodul im Mondorbit die Kommunikation überwacht, werden die ersten Sender des Frühwarnsystems aufgestellt und aktiviert, Mondgestein gesammelt, verpackt, etikettiert und sorgfältig verstaut, und die Besatzung legt sich zur Ruhe. Am nächsten Morgen stellt Captain Benjamin „Ben“ Anderson beim Frühstück Commander Nathan „Nate“ Walker zur Rede, ob er einen der Mondsteine aus der Ablage der Proben genommen hat, denn er liegt unverpackt auf dem Boden davor. Beide sind ratlos, wie er dorthin kam, verpacken und verstauen ihn.
Bei ihren weiteren Arbeiten werden die Astronauten mit einer Serie unerwarteter Entdeckungen konfrontiert. Sie finden Fußspuren, die nicht von ihnen sind, und eine Landekapsel der Sowjetunion. Nach dem Betreten stellt Nate fest, dass einige Systeme total zerstört, aber die wichtigsten noch funktionstüchtig sind, sich jedoch überall blutige Spuren befinden. Draußen folgt Ben den Fußspuren zu einem dunklen Krater in der Nähe und findet einen toten Kosmonauten und dessen Helm, in dem ein großes Loch klafft. Bei der Untersuchung von dessen Raumanzug stellt Ben einen Riss an der Seite fest. Als er diesen untersucht, ruckt der Körper plötzlich, und nach kurzem Schreck findet er einen Mondstein in dem Riss.
Wieder in ihrer Landefähre, erstatten sie Bericht und fragen sich, was der wirkliche Grund für ihre Mission ist. Ben vermutet, dass die Sender des angeblichen Frühwarnsystems einem anderen Zweck dienen, da sie auf anderen Frequenzen senden als vorher besprochen wurde. Während ihrer Ruhephase geschehen außerhalb ihrer Mondfähre seltsame Dinge, die sie in ihrer nächsten Wachphase feststellen: Die von ihnen aufgestellte US-Flagge ist verschwunden, was Rätsel aufgibt, der Mondrover liegt auf der Seite, und immer wieder kommt es zu Störungen und Ausfällen des Funkkontakts. Nach einer Funkbesprechung mit dem Verteidigungsministerium, bei dem über die sowjetische Raumfähre und den Toten berichtet wurde, bekommen sie die Freigabe für den Rückflug, und es scheint, dass diese Entdeckung das wirkliche Ziel der Mission gewesen sei. Wenige Sekunden vor dem Abheben wird die Mondfähre von etwas getroffen, und wichtige Systeme, u. a. das Funksystem, werden beschädigt oder zerstört.
Bei der Untersuchung der Schäden außerhalb der Mondfähre stößt Nate auf seltsame Spuren, die nicht von Menschen stammen können. Er findet die zerfetzte Flagge und stellt fest, dass die aufgestellten Kameras spurlos verschwunden sind. Plötzlich fühlt er, dass sich etwas in seinem Raumanzug bewegt. Man kann einen kurzen Blick auf ein im Helm krabbelndes krabben- bzw. spinnenartiges Wesen werfen. Als Ben ihm zur Hilfe kommt, kann er den schon fast erstickten Nate in die Landefähre retten. Dort entdecken sie, dass sich ein steinartiges Lebewesen in Nate gefressen hat. Sie entfernen es, und Nate zerstört es mit einem Hammer. Jedoch hat es ihn mit etwas Unbekanntem infiziert. Er beschreibt, wie sein Denken immer schneller „zerfasert“. Trotz der Funkstörungen, die wohl von den Mondwesen verursacht werden, funktioniert der Funkempfang noch, und sie bekommen, ohne dass sie darauf antworten können, vom Kontrollzentrum in Houston den Status, dass die Kapsel weiter Daten sendet, die Lebenserhaltung ihnen noch zwölf Stunden Zeit gibt und alles getan wird, um sie zurückzuholen, was Nate als gelogen bezeichnet.
Als der Sauerstoff knapp wird, zerstört Nate, durch seine Infektion langsam verrückt werdend, die Kameras in der Mondfähre, von denen er vermutet, dass sie dazu da sind, sie wie Versuchskaninchen zu beobachten, allerdings auch weitere überlebenswichtige Systeme. Als letzte Rettung machen sie sich mit dem Rover auf, um zu der sowjetischen Landekapsel zu kommen. Während der Fahrt sagt Nate, dass Ben ihn zurücklassen soll, und will vom fahrenden Rover abspringen. Ben fordert Nate auf, durchzuhalten; es kommt zu einem Handgemenge und einem Unfall, bei dem der Rover zerstört wird und Nate anschließend nicht mehr zu sehen ist. Ben macht sich weiter auf den Weg zur sowjetischen Raumkapsel. Er findet Nate vor einem dunklen Krater, wo dieser über die Wesen spricht und ruckartig in den Krater hineingezogen wird. Um ihn zu retten, folgt Ben in den dunklen Krater, wo er im Schein seiner Blitzlichtlampe immer mehr der sich regenden Mondsteinwesen sieht. Ben ergreift die Flucht und rettet sich in die russische Landekapsel. Dort wird ihm indirekt mitgeteilt, dass man gewusst hat, dass es für Menschen gefährliches außerirdisches Leben auf dem Mond gibt, und man ihn nicht zurückholen werde, weil das Risiko einer Infektion zu groß sei. Man werde seiner Familie aber erzählen, dass er als Held gestorben sei.
John im Kommandomodul schafft es, Ben aus dem Mondorbit auf der Frequenz der sowjetische Landekapsel anzufunken, und beide beginnen mit den Startvorbereitungen, um Ben zu retten. John hilft ihm dabei, den richtigen Zeitpunkt für seinen Start und den Kurs zu finden, obwohl er den ausdrücklichen Befehl erhält, Ben nicht zu retten, da dieser infiziert sei, was John jedoch ignoriert. Kurz vor dem Start von Ben taucht noch einmal Nate auf und will mit dem Hammer in die Landekapsel eindringen. Nach einigen Schlägen stoppt er damit, und man sieht, dass es in seinem Helm mittlerweile von Mondwesen nur so wimmelt, die sich wohl in seinem Körper vermehrt haben müssen. Er dreht sich zur Seite, und im letzten Blick auf ihn sieht man, wie dessen Helmglas zerspringt, das er wohl selbst mit dem Hammer eingeschlagen hat, um sein eigenes Ende herbeizuführen. Als Ben nach dem erfolgreichen Start den Antrieb abschaltet, schweben die in der Kapsel befindlichen Mondsteine durch die Schwerelosigkeit hoch und die Mondwesen werden aktiv und greifen Ben an. Er kann durch den Angriff die Kapsel nicht mehr steuern und rast mit viel zu hoher Geschwindigkeit in die Kommandokapsel, mit der er und John eigentlich zur Erde zurückwollten.
Im Abspann wird Apollo 17 als letzte Mondmission bezeichnet und offiziell veröffentlichte Meldungen gezeigt, nach denen die drei Astronauten bei unterschiedlichen Einsätzen auf der Erde ums Leben gekommen sind, ohne dass ihre Leichen geborgen wurden.

## Hintergrund
Dem Erscheinen des Films ging eine Werbekampagne voraus: Im Internet wurde passend zu den kursierenden Verschwörungstheorien zur Mondlandung die Nachricht verbreitet, es seien bisher unveröffentlichte Filmaufnahmen einer geheimen, späten Mondlandung im Rahmen des Apollo-Programms aufgetaucht. Angeblich sei das unter dem Namen Apollo 18 bekannte Projekt doch zur Ausführung gekommen.
Kinostart in den USA war am 2. September 2011, in Deutschland am 13. Oktober 2011.
Der Film „Apollo 18“ wurde durch den Spielfilm Moontrap (1989) inspiriert.

## Kritiken
„Diese Geschichte weiterzuspinnen ist eigentlich keine schlechte Idee. Aber genau so halbherzig und schluderig, wie das Projekt im Vorfeld verkauft wurde, ist auch der Film gemacht. Science-Fiction und Horrorthriller stehen als Genres im Programmheft, doch von beidem bietet Apollo 18 nicht genug.“

„Gerade in Momenten, in denen sich die Darsteller direkt an die Kamera richten – um panisch Zeugnis abzulegen, oder um einfach mal richtig irre und sinister dreinzuschauen – werden die Defizite überdeutlich: Die Video-Testimonials im Unterholzhorror von Blair Witch etwa waren so beklemmend, weil der Zuschauer längst emotional in das Schicksal der Protagonisten investiert hatte. Walker und Anderson hingegen bleiben als Figuren blass wie der Felsen, auf dem sie gestrandet sind. Und entsprechend teilnahmslos verfolgt man ihre Bemühungen, unversehrt vom Mond zu entkommen.“

„Der Streifen überzeugt nicht nur Fans von Verschwörungstheorien rund um die Mond-Missionen der USA, er kann auch bei Weltraumthriller-Liebhabern […] punkten und bietet zudem noch jede Menge Diskussionsstoff für den Stammtisch.“

„Statt all dies in einem Science-Fiction-Horrorfilm klassischen Zuschnitts zu verarbeiten, folgen die Macher dem überstrapazierten Trend des ‚wahren Horrors‘. Zwar geht Regisseur Gonzalo López-Gallego einen inszenatorischen Schritt weiter und tut so, als würde das zufällig aufgetauchte Dokumentarfilmmaterial nicht roh aus der Kamera stammen, sondern von einem Team bearbeitet worden sein. Was hilft, das Montage- und Dramaturgie-Problem von ‚gefundenem Material‘, wie es sich in ähnlichen Filmen von Cloverfield bis Troll Hunter stellte, zu minimieren; ganz ausmerzen lässt es sich indes auch hier nicht. […] Es wird also weiter fleißig auf Wackelbilder und verrauschte Schocksequenzen gesetzt, die Authentizität vorgaukeln, obwohl diese gar nicht nötig ist. Ridley Scotts Alien ist ja vor allem auch deshalb ein Klassiker des Genres geworden, weil eine großartige Ausstattung und überzeugende Darsteller, ein kluges Drehbuch und eine Regie mit Überblick und viel Gefühl für Timing zwei Sternstunden des Kino generierten. Wen interessiert es da, ob es sich um „authentisches Material“ handelt?“

„Inzwischen gibt es ja schon ein Subgenre mit solchen gefälschten Dokumentationen, in denen, anders als in den erzählenden Künsten üblich, nicht […] der Erzähler überleben muss, sondern die Kamera meist als letztes den Tod des Aufnehmenden filmt. Erfunden hat dieses narrative Prinzip wie so vieles schon Edgar Allan Poe für seine Kurzgeschichte MS. Found in a Bottle. Den Schritt von der Flaschenpost zur belichteten Filmrolle gab es dann in dem avantgardistischen Splatterfilm Mann beißt Hund aus Belgien und im Mainstream ist diese Erzähltechnik dann mit Blair Witch Project angekommen. […] Bei Apollo 18 kann man gut die Vorteile und Beschränkungen des Subgenres erkennen. […] Und zuerst hat diese alternative Geschichtsschreibung der Raumfahrt auch ihren Reiz. […] So wird Apollo 18 im zweiten Akt leider zu einem eher mittelmäßigen Horrorfilm, in dem es López-Gallego vor allem darauf ankommt, möglichst oft und eindrucksvoll ‚Buh‘ zu machen.“